# Эрнандес, Эмануэль
Хуан Эмануэль Эрнандес Родригес (исп. Juan Emanuel Hernández Rodríguez; род. 30 октября 1997, Монтевидео) — уругвайский футболист, защитник клуба «Данубио».

## Клубная карьера
Эрнандес — воспитанник столичного клуба «Ривер Плейт». 14 апреля 2019 года в матче против столичного «Феникса» он дебютировал в уругвайской Примере. В начале 2020 года Эрнандес перешёл в колумбийский «Хагуарес де Кордоба». 25 января в матче против «Агилас Дорадас» он дебютировал в Кубке Мустанга. В начале 2021 года Эрнандес вернулся на родину, став игроком «Суд Америка». 24 мая в матче против «Вилья Эспаньола» он дебютировал за новый клуб.
Летом того же года Эрнандес перешёл в «Данубио». 15 сентября в матче против «Сентраль Эспаньол» он дебютировал в уругвайской Сегунде. 5 октября в поединке против «Вилья Тереса» Эмануэль забил свой первый гол за «Данубио». По итогам сезон он помог клубу выйти в элиту. 